# ناو اخنیو دی ساویا
ناو اخنیو دی ساویا (به انگلیسی: Italian cruiser Eugenio di Savoia) یک کشتی بود که طول آن 186.9 m بود. این کشتی در سال ۱۹۳۵ ساخته شد.